# Ácido 2-metil-2-butenoico
Ácido 2-metil-2-butenoico ou ácido angélico é um ácido orgânico monocarboxílico insaturado. É encontrado principalmente nas plantas da família Apiaceae. 